# Yuri Kunakov
Yuri Kunakov (Vorónezh, Rusia, 30 de abril de 1990) es un clavadista o saltador de trampolín ruso especializado en trampolín de 3 metros, donde consiguió ser subcampeón olímpico en 2008 en los saltos sincronizados.

## Carrera deportiva
En los Juegos Olímpicos de 2008 celebrados en Pekín (China) ganó la medalla de plata en los saltos sincronizados desde el trampolín de 3 metros, con una puntuación de 450 puntos, tras los chinos (oro con 469 puntos) y por delante de los ucranianos, siendo su compañero de saltos Dmitri Sautin.